# Ascorbato de potasio
El ascorbato de potasio (aparece en la literatura científica abreviadamente también como KADH) es una sal potásica del ácido ascórbico (vitamina C) de fórmula KC6H7O6. Es un antioxidante empleado en la industria alimentaria con el código E 303.

## Usos
Se empleaba como antioxidante alimentario, ya retirado por algunas autoridades alimentarias como la europea por ser un aditivo con gran eficiencia de potasio, pudiendo llegar a causar toxicidad por hiperpotasemia. El uso del ascorbato de sodio, del ascorbato de calcio y del ascorbato de potasio está vinculado por regla general al empleo de nitratos y de nitritos. Se emplea en algunas ocasiones combinado con ribosa como aditivo alimentario. Se incluye en algunos fármacos que tratan la hipopotasemia (niveles de potasio séricos inferiores a los valores normales), el potasio facilita la conducción nerviosa y la contracción del músculo liso y esquelético.